# Вајтерсборн
Вајтерсборн (њем. Weitersborn) општина је у њемачкој савезној држави Рајна-Палатинат. Једно је од 119 општинских средишта округа Бад Кројцнах. Према процјени из 2010. у општини је живјело 260 становника. Посједује регионалну шифру (AGS) 7133113.

## Географски и демографски подаци
Вајтерсборн се налази у савезној држави Рајна-Палатинат у округу Бад Кројцнах. Општина се налази на надморској висини од 380 метара. Површина општине износи 3,1 km². У самом мјесту је, према процјени из 2010. године, живјело 260 становника. Просјечна густина становништва износи 83 становника/km².